# 安西はぢめ
安西 はぢめ（安西創 あんざい・はじめ）は、日本の二胡奏者、アコーディオン奏者。

二胡奏者としては、中国音楽教室「創樂社」主宰、湯島聖堂中国音楽講座講師。

アコーディオン奏者としては、日本で唯一のスロベニア音楽ユニット「Ansambel Planika」(アンサンブルプラニーカ)の一人。

## 人物
クロマティック・アコーディオン奏者。日本では数少ないスタイリッシュ・ハーモニカの演奏者でもある。シャンソン、ミュゼットを得意とし、ソロ演奏、歌の伴奏のほか、レストラン、ホテル、その他各種イベントや某有名テーマパーク(2005年夏～2017年秋)のレギュラー出演などで活動する。

座右の銘は「アコーディオンの音は人を幸せにする」 

2023年2月、音楽活動の主軸を、アコーディオンから中国音楽に移すことを宣言。

## 経歴
- 神奈川県横浜市出身。小学校時代はブラスバンドでトランペットを吹いていた。
- 大学入学後は、坂田進一門下に加わり、江南糸竹や明清楽などの中国音楽の演奏活動に参加する。二胡・揚琴・琵琶・小笙・阮咸など様々な中国の伝統楽器の演奏を担当。
- 1992年、坂田古典音楽研究所のシュランメル音楽をきっかけにピアノ式アコーディオン(鍵盤式アコーディオン)の演奏を始める。その後、就職して中国に渡る。
- 1998年、中国から帰国。フルタイムの音楽演奏家となる。中国系楽器のほか、邦楽器(生田流箏曲、三弦、胡弓)も弾く。芸術音楽、大衆音楽、日本音楽、西洋音楽、中国音楽、チンドン屋(芸名は「喜楽家㐂太郎(きらくやきたろう)」)など、多様な演奏活動を行ううちに、1台あれば多様なジャンルに対応できるアコーディオンの比重が高まる。
- 2000年にピアノ式アコーディオンからクロマティック・アコーディオンへ転向。日本に於けるクロマティック・アコーディオンのパイオニアである金子万久に師事する。当時は、ピアノ鍵盤式アコーディオンで「日本初」の「本格中華ユニット」の伴奏を担当したこともあった[3]。
- 2004年、東京都公認大道芸「ヘブンアーティスト」ライセンス取得（2004年11月－2012年11月）
- 2011年、東日本大震災を機にアコーディオンの演奏活動に集中。東日本大震災受難者鎮魂コンサート「和の輪」発起人。
- 2012年、パリに渡りアコーディオンの修行。以後、毎年のように渡欧し、ドイツ、オーストリア、スロベニアなどに通う。
- 2019年、「非公式スロヴェニア親善大使」を自称し、スロベニア音楽の演奏と、スロベニアのアコーディオン文化の紹介に力を入れるようになる[4]。現地で主流となっているダイアトニック式式(押引異音式)アコーディオンも演奏する。
- 2020年5月、スロベニアのメディアでニュースとして取り上げられる[5]。
- 2022年7月、湯島聖堂の中国古典音楽講座講師。[6]
- 2023年2月、音楽活動の主軸をアコーディオン奏者としての演奏活動から、中国音楽へシフトする。[2]

## 作品
- CD「はじめまして、はぢめです～アコーディオンと二人二脚～」（2015年）
- CD「はぢめの一歩 ～笑顔の魔法をちちんぷい～」(2017年)